# Comuna de Szczawnica
Szczawnica (polaco: Gmina Szczawnica) é uma gminy (comuna) na Polónia, na voivodia de Pequena Polónia e no condado de Nowotarski.
De acordo com os censos de, a comuna tem 7 380 habitantes, com uma densidade 84,0 hab/km².

## Área
Estende-se por uma área de 87,9 km².